# Wawrzyn

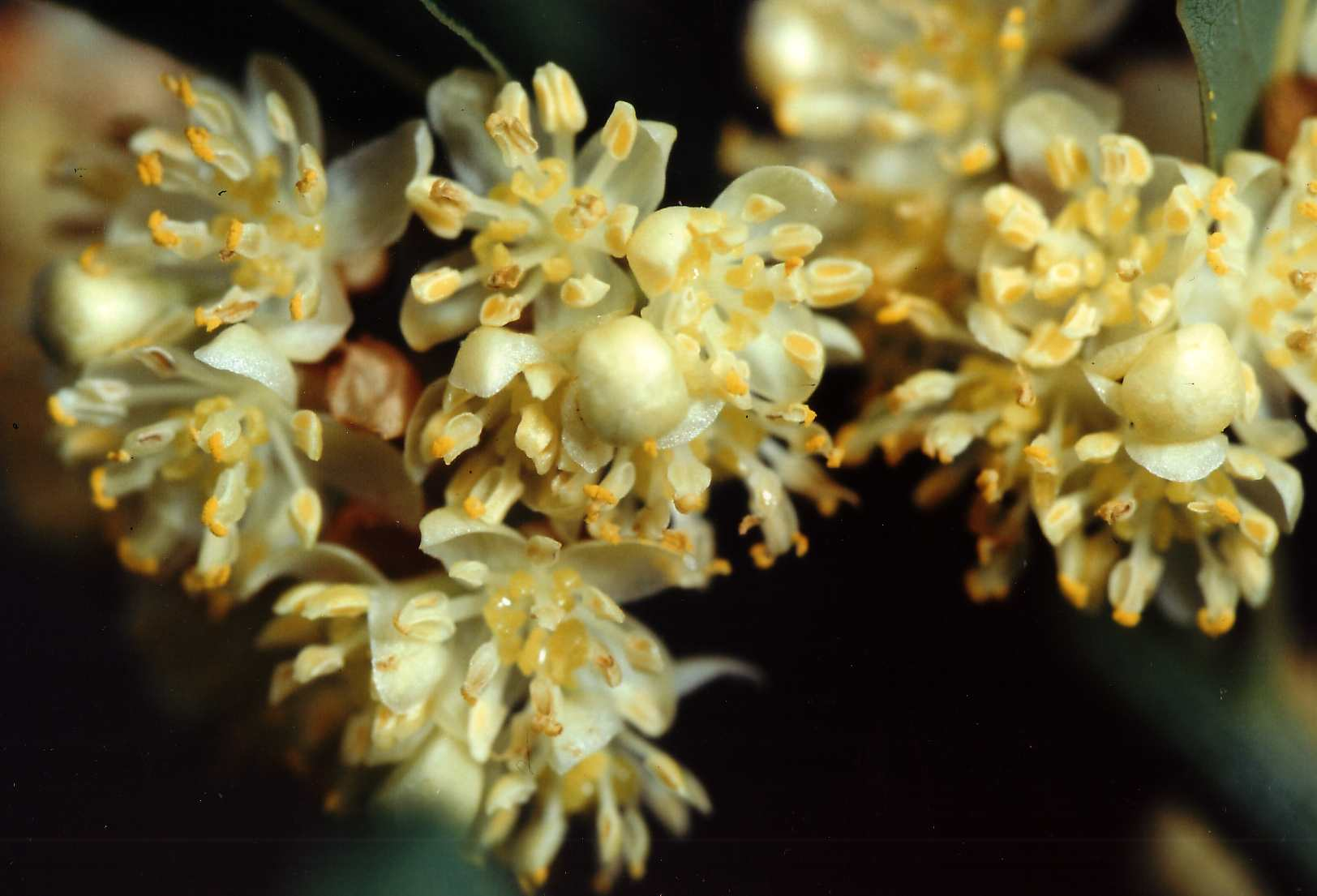
Kwiaty wawrzynu szlachetnego

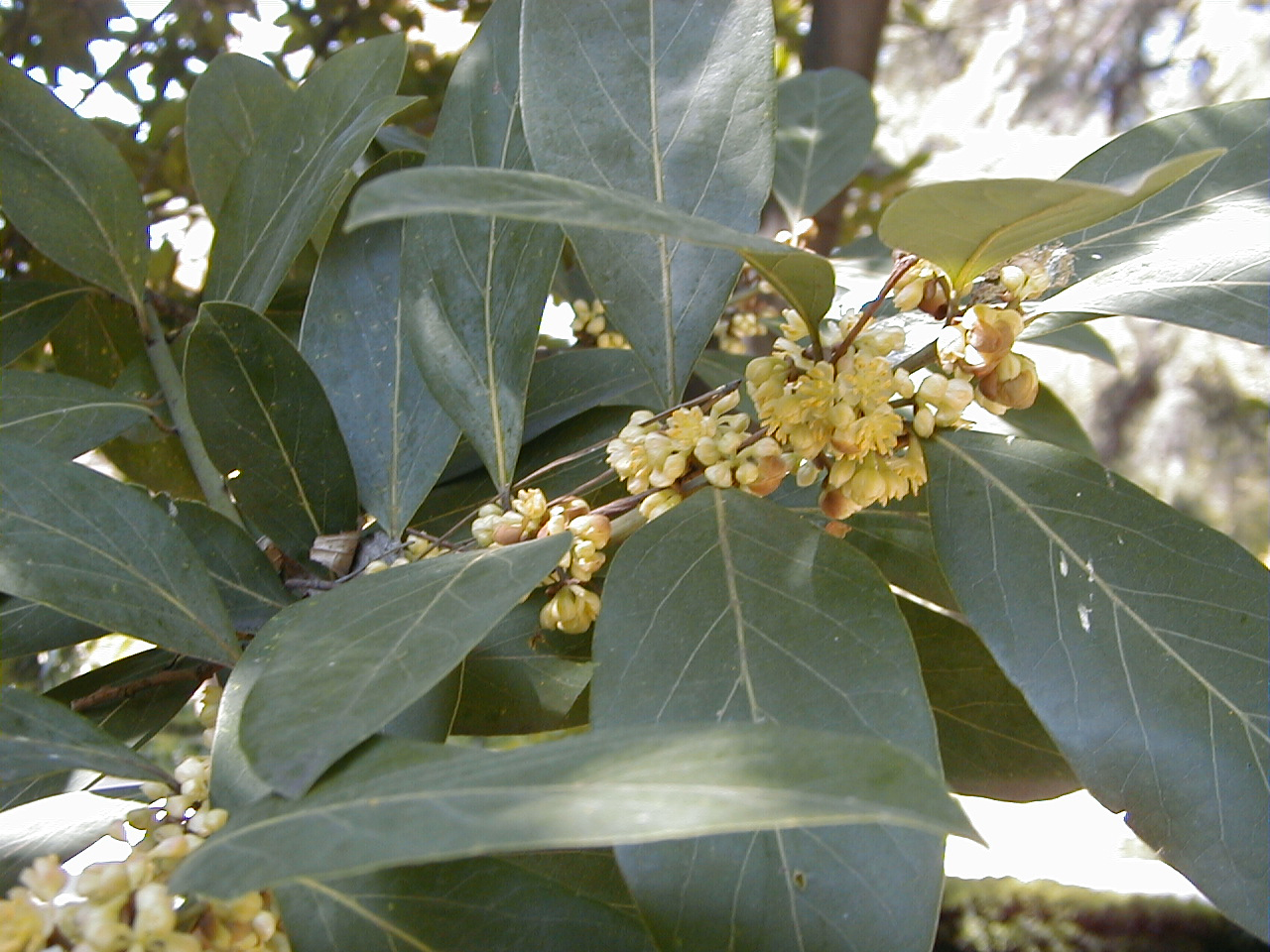
Kwitnący pęd wawrzynu azorskiego

Wawrzyn (Laurus L.), nazywany także laurem, drzewem laurowym – rodzaj drzew i krzewów z rodziny wawrzynowatych (Lauraceae). Obejmuje dwa gatunki, spośród których jeden (wawrzyn szlachetny) rośnie w basenie Morza Śródziemnego, a drugi (wawrzyn azorski) spotykany jest na wyspach Makaronezji. Wawrzyn szlachetny rośnie w zaroślach, zwykle w pobliżu wybrzeży, w wąwozach, nad strumieniami i przy źródłach. Wawrzyn azorski jest charakterystyczny dla lasów wawrzynolistnych. Oba gatunki charakterystyczne są z powodu skórzastych i bardzo aromatycznych liści.
Wawrzyn szlachetny jest uprawiany w całym basenie Morza Śródziemnego, a w formie wąskolistnej (f. angustifolia) także jako roślina pojemnikowa w pomieszczeniach w chłodniejszym klimacie. Liście tego gatunku stanowią popularną przyprawę. Olejek laurowy wykorzystywany jest w perfumerii. W Starożytnej Grecji wawrzyn poświęcony był bogu Apollinowi i z jego liści tworzono wieniec laurowy będący symbolem zwycięstwa i nagrodą za nie.

## Morfologia
PokrójKrzewy lub niewielkie drzewa osiągające do 15 m wysokości. Łatwo rozkrzewiają się u podstawy pnia, tworząc pędy odroślowe w następstwie pożaru lub uszkodzeń mrozowych.
LiścieSkrętoległe, aromatyczne, wiecznie zielone, skórzaste, pierzasto unerwione. Osiągają do 10 cm długości i u wawrzynu szlachetnego mają kształt podługowato-lancetowaty, a u wawrzynu azorskiego są szeroko lancetowate do kolistych. Od spodu owłosione.
KwiatyDrobne, obu- lub jednopłciowe. W formie pąka powstają jesienią, ale otwierają się dopiero na wiosnę. Okwiat z 4 listków, ma barwę kremowożółtą. Pręcików jest 12.
OwoceKulisto-jajowate, podobne do jagód, o długości do 1,5 cm, połyskująco czarne.

## Systematyka
Pozycja systematyczna według APweb (aktualizowany system APG IV z 2016)
Jeden z około 50 rodzajów zaliczanych do rodziny wawrzynowatych (Lauraceae), wchodzącej w skład rzędu wawrzynowców (Laurales) stanowiącego klad w obrębie grupy magnoliowych w obrębie wczesnych dwuliściennych.
Pozycja według systemu Reveala (1993–1999)
Gromada okrytonasienne (Magnoliophyta Cronquist), podgromada Magnoliophytina Frohne & U. Jensen ex Reveal, klasa Magnoliopsida Brongn., podklasa Magnoliidae Novák ex Takht., nadrząd Lauranae Takht., rząd wawrzynowce (Laurales Perleb), rodzina wawrzynowate (Lauraceae Juss.), podrodzina Lauroideae Burnett, plemię Magnolieae Le Maout & Decne., rodzaj wawrzyn (Laurus L.).
Wykaz gatunków
- Laurus azorica (Seub.) Franco – wawrzyn azorski
- Laurus nobilis L. – wawrzyn szlachetny

## Zastosowanie
- Wysuszone liście laurowe (w niektórych rejonach Polski zwany również liśćmi bobkowymi) stosowane są jako przyprawa do zup, marynat, bigosu itp.
- Czasem wawrzyn uprawiany także jako roślina ozdobna lub żywopłot.